# John Holland (labdarúgó)
John Holland (Sliema, 1953. július 5. –) válogatott máltai labdarúgó, hátvéd. Az év máltai labdarúgója (1976, 1978).

## Pályafutása

### Klubcsapatban
1971 és 1989 között a Floriana labdarúgója volt, ahol három-három máltai bajnoki címet és kupagyőzelmet ért el a csapattal. 1976-ban és 1978-ban az év máltai labdarúgójának választották.

### A válogatottban
1974 és 1987 között 61 alkalommal szerepelt a máltai válogatottban.

## Sikerei, díjai
- Az év máltai labdarúgója (1976, 1978)

 Floriana
- Máltai bajnokság
  - bajnok (3): 1972–73, 1974–75, 1976–77
- Máltai kupa
  - győztes (3): 1972, 1976, 1981